# Ateloplus coconino
Ateloplus coconino är en insektsart som beskrevs av Morgan Hebard 1935. Ateloplus coconino ingår i släktet Ateloplus och familjen vårtbitare. Inga underarter finns listade i Catalogue of Life.